# Steinigungsvers
Der Steinigungsvers (arabisch آية الرجم āyat ar-radschm, DMG āyat ar-raǧm) soll ursprünglich Bestandteil von Sure 33 des Korans gewesen sein und sieht die Steinigung verheirateter Ehebrecher vor. Der Steinigungsvers sollte möglicherweise ursprünglich Teil des Korans werden, da die im Vers vorgesehene und praktizierte Strafe im islamischen Recht als Sunna beibehalten wurde. In dem offiziellen Korantext, dessen Zusammenstellung auf den dritten Kalifen ʿUthmān ibn ʿAffān (644–656) zurückgeführt wird, kommt dieser Vers nicht vor.

## Wortlaut und Übersetzung
Der Steinigungsvers lautet im arabischen Original:

«الشَّيْخُ وَالشَّيْخَةُ إِذَا زَنَيَا فَارْجُمُوهُمَا الْبَتَّةَ نَكَالًا مِنَ اللهِ وَاللهُ عَزِيزٌ حَكِيمٌ»

„aš-šaiḫu wa-š-šaiḫatu iḏā zanayā fa-rǧumūhumā l-battata nakālan mina Llāhi wa-Llāhu ʿazīzun ḥakīmun“

Die Übersetzung lautet:
„Wenn ein bejahrter Mann und eine bejahrte Frau Unzucht treiben, so steinigt sie auf jeden Fall als Strafe Gottes. Und Gott ist gütig und weise.“

## Berichte über die Existenz des Steinigungsverses
Von der Existenz des Steinigungsverses wird in mehreren Überlieferungen berichtet. Ibn Ishāq erklärt in seiner Biographie des Propheten Mohammed, ʿUmar ibn al-Chattāb habe erwähnt, Steinigung sei im Buch Gottes die Strafe für verheiratete Männer und Frauen, die Unzucht (i. e. Ehebruch) betrieben. Dabei müsse der Beweis erbracht sein oder eine Schwangerschaft oder ein Geständnis vorliegen.
Im Musnad von Ahmad ibn Hanbal finden sich zwei Überlieferungen, wonach der kufische Koran-Gelehrte Zirr ibn Hubaisch (st. 702) berichtete, dass ihm Mohammeds Schreiber Ubaiy ibn Kaʿb erzählt habe, Sure 33 habe ursprünglich nicht nur 73 Verse umfasst, sondern sei so umfangreich gewesen wie Sure 2. In dieser ursprünglichen Form habe die Sure auch den Steinigungsvers enthalten.
Der Sahih Muslim, die Hadith-Sammlung von Muslim ibn al-Haddschādsch, führt den Vers auf Umar zurück. Dieser habe gesagt, der Vers sei ursprünglich Bestandteil des Korans gewesen. Er habe gesehen, wie Mohammed steinigen ließ, und sie hätten nach ihm gesteinigt. Beweis oder Schwangerschaft oder Geständnis mussten demnach vorliegen, um die Strafe vollstrecken zu dürfen.
Ferner existiert eine Überlieferung, die auf A'ischa zurückgeht, der zufolge der Steinigungsvers einer jener Verse gewesen sei, der nach dem Tod des Propheten verloren gegangen sei. Eine Ziege sei in das Zimmer gekommen und habe die Blätter, auf denen der Vers geschrieben stand, aufgefressen. Dieser Vers habe die Steinigung als Strafe für Unzucht vorgeschrieben.
Auch as-Suyuti berichtet über die Kontroverse zu dem Steinigungsvers. Er erklärt, Zaid b. Thabit habe sich geweigert, den Vers in die kanonische Fassung aufzunehmen, da nur Umar ihn bezeuge, und nennt drei verschiedene Varianten dieses Verses.

## Beurteilung in der westlichen Wissenschaft
In der westlichen Wissenschaft wird bezweifelt, dass der Steinigungsvers ursprünglich Teil des Korans war. Vermutet wird, dass er die Praxis der Steinigung nachträglich legitimieren sollte. Theodor Nöldeke vertrat die Auffassung, dieser Vers könne „weder ein Teil von Sure 33 gewesen sein – des abweichenden Reims wegen – noch des Qorans überhaupt, da jene grausame kriminalrechtliche Bestimmung [...] erst nach dem Tod Mohammeds eingeführt sein kann“.